# Americi
L'americi és un element sintètic que té com a símbol Am i nombre atòmic 95. L'americi és un element metàl·lic, radioactiu, és un actinoide que pot ser obtingut per irradiació del plutoni amb neutrons. És el quart element transurànic que es descobrí (el curi, de nombre atòmic 96, havia estat descobert uns mesos abans). Fou anomenat així pel continent americà, per analogia amb l'element europi, anomenat així pel continent europeu. L'americi 241 s'utilitza en un tipus de detector de fum que conté una quantitat ínfima d'americi 241 com a font de radiació ionitzant. Actualment, se n'estudia l'ús com a font de calor en generadors termoelèctrics per radioisòtops amb l'objectiu d'emprar-los en missions espacials europees. És el contaminant més perillós dels llocs on s'han fet proves amb bombes nuclears o on hi ha hagut accidents amb elles com l'accident de Palomares del 1966.

## Història

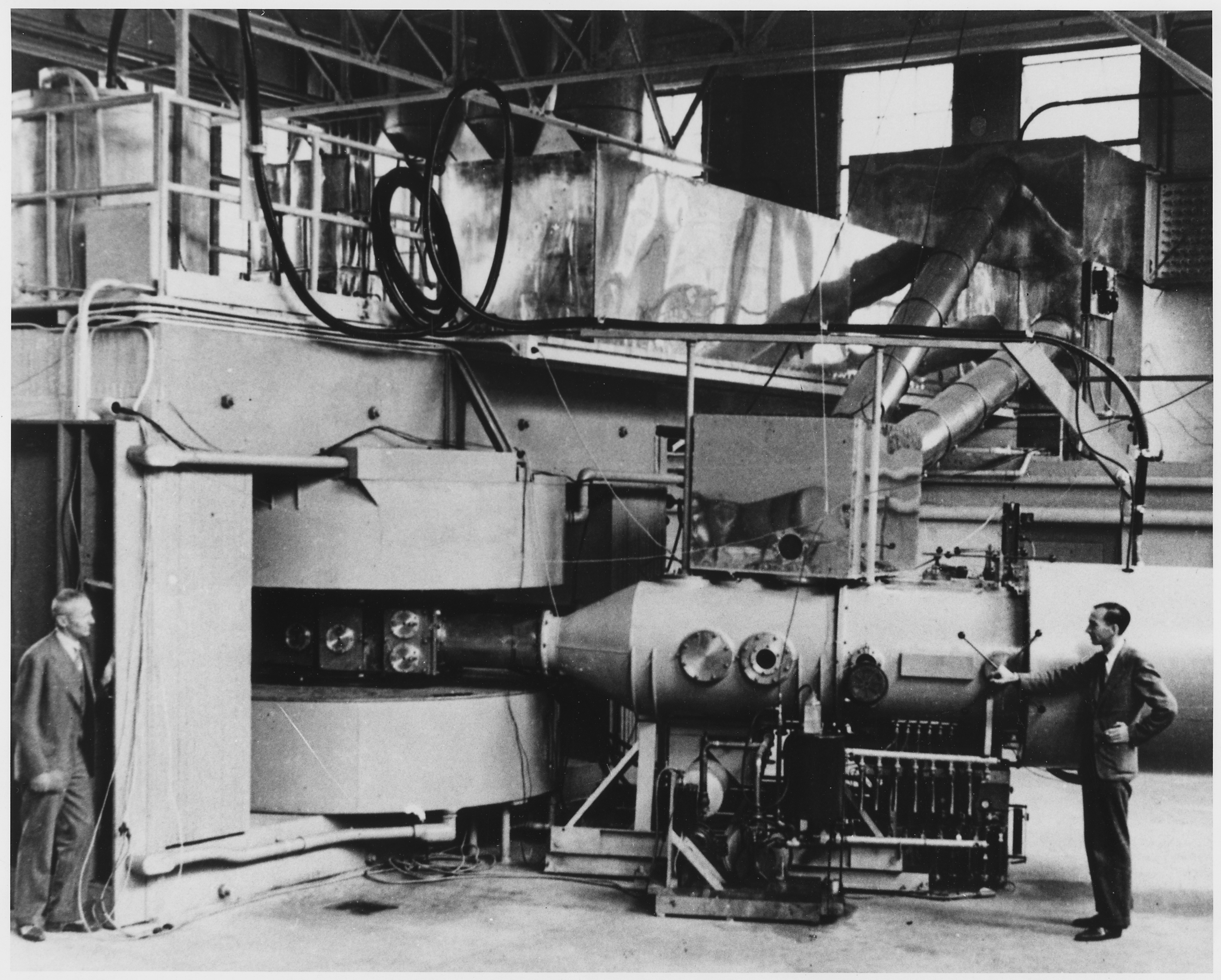
Ciclotró de la Universitat de Califòrnia a Berkeley.

L'americi fou el primer element sintètic creat. Els científics Glenn T. Seaborg (1912–1999), Leon O. Morgan (1919–2002), Ralph A. James (1920–1973) i Albert Ghiorso (1915–2010) cap al final del 1944 del Laboratori de Metal·lúrgia de la Universitat de Chicago (ara conegut com a Argonne National Laboratory) obtingueren l'isòtop americi 241 dins del Projecte Manhattan per al desenvolupament d'armes nuclears. Amb el ciclotró de la Universitat de Califòrnia a Berkeley sotmeteren plutoni 239 a successives reaccions de captura de neutrons. Això creà, en primer lloc, plutoni 240, i després plutoni 241, el qual al seu torn es desintegrà en americi 241 mitjançant l'emissió de partícules β. Les reaccions nuclears implicades foren:
{\displaystyle {\ce {^239_94Pu + ^1_0n -> ^240_94Pu + \gamma}}}{\displaystyle {\ce {^240_94Pu + ^1_0n -> ^241_94Pu + \gamma}}}{\displaystyle {\ce {^241_94Pu -> ^241_95Am + ^0_{-1}e}}}
Aquests àtoms d'americi eren malauradament bombardejats amb el mateix feix de neutrons amb el que es bombardejava el plutoni i donava lloc a unes altres reaccions que produïen un altre element, el curi:
{\displaystyle {\ce {^241_95Am + ^1_0n -> ^242_95Am + \gamma}}}{\displaystyle {\ce {^242_95Am -> ^242_96Cm + ^0_{-1}e}}}
La separació dels elements 95 i 96 fou tan laboriosa que, inicialment, aquests elements foren anomenats pandemonium i delirium, respectivament. Finalment, l'element 95 fou batejat com a americium, «americi», per Amèrica, lloc on s'havia creat, i perquè el lantanoide situat just a damunt a la taula periòdica és l'europi, anomenat en honor d'Europa. Per raons de seguretat nacional, la seva identificació no fou feta pública fins a l'11 de novembre del 1945 per Seaborg, de trenta-tres anys, participant en un programa radiofònic infantil, Quiz Kids. Un dels nens del programa, Richard Williams, preguntà a Seaborg si s'havien descobert elements nous, a més del plutoni i el neptuni, al Laboratori Metal·lúrgic de Chicago durant la guerra. Com que la informació del descobriment ja s'havia desclassificat per a l'anunci a la pròxima reunió nacional de la Societat Química Americana el 16 de novembre, Seaborg compartí la notícia que s'havien descobert dos nous elements amb els nombres atòmics 95 i 96.

## Estat natural i obtenció
Només és possible obtenir l'americi per mètodes sintètics, ja que no existeix de forma natural. Tanmateix, l'americi es produí al planeta Terra durant centenars de milers d'anys en reactors nuclears naturals. A partir de fa uns 1 800 milions d'anys, els processos geològics concentraren prou urani per iniciar reactors nuclears sostinguts en setze ubicacions a l'actual Oklo, al sud-est del Gabon, a l'Àfrica. Aquests funcionaven contínuament, i mitjançant processos de captura de neutrons i desintegració β produïren els elements transurànics de nombres atòmics 83 (neptuni) fins a 100 (fermi).
L'obtenció d'americi es duu a terme mitjançant un procés semblant al seguit en el seu descobriment. De fet, tots dos isòtops més estables, americi 241 i americi 243, s'extreuen juntament amb el neptuni 237 com a subproductes de la irradiació d'urani o plutoni amb neutrons, formant part dels residus habituals als reactors nuclears.
L'aïllament de l'americi segueix aquests passos: Els òxids metàl·lics es dissolen en àcid nítric. Seguidament, s'utilitza fosfat de tributil en una dissolució d'hidrocarburs per eliminar l'urani i el plutoni. Els lantanoides se separen mitjançant un procés d'extracció basat en una diamida. Aquest pas produeix de manera rutinària metalls (tant lantanoides com actinoides) en estat d'oxidació +3. Mitjançant cromatografia i/o centrifugació, s'extreuen de la mescla els materials que contenen americi. El curi i l'americi se separen entre si com a hidròxids, a alta temperatura, fent servir hidrogencarbonat de sodi. Aquest pas oxida l'americi a l'estat 4+, solubilitzant-lo. L'òxid d'americi(IV) {\displaystyle {\ce {AmO2}}} es pot reduir emprant tori o lantani com a agent reductor.

## Propietats

### Propietats físiques

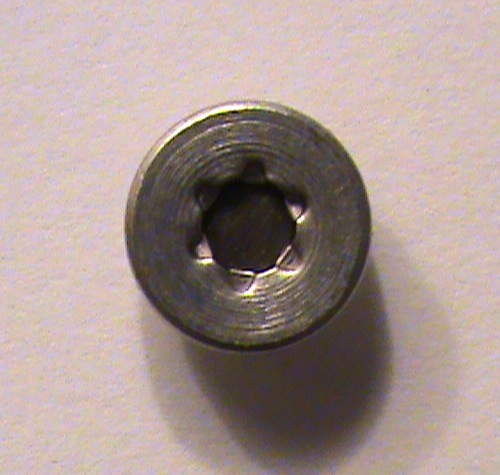
Americi 241 tal com es troba al detector de fum d'ionització. El cercle de metall més fosc al centre és el diòxid d'americi(IV) ^241AmO2. La carcassa circumdant és d'alumini.

L'americi acabat de preparar és un metall amb lluïssor blanca i argentada (és més argentat que el plutoni o el neptuni). El seu punt de fusió és de 1 176 °C i el d'ebullició 2 011 °C (valor estimat), amb una densitat a 20 °C de 12 g/cm³. És més mal·leable que l'urani o el neptuni.
Hom troba tres fases cristal·lines de l'americi. A temperatura ambient, l'americi cristal·litza en un una estructura d'empaquetament doble hexagonal anomenada forma α. A 769 °C canvia a la forma β, una estructura cristal·lina cúbica centrada en les cares estable fins a 1 077 °C. A més temperatura hom troba la forma γ, la qual estructura sembla que podria ser cúbica centrada en el cos i que és estable fins al punt de fusió.
L'emissió alfa de l'americi 241 és aproximadament tres vegades la del radi. Quantitats d'americi 241 properes a 1 gram emeten potents rajos gamma que creen un problema seriós d'exposició radioactiva per a qualsevol que manipula l'element.

### Propietats químiques

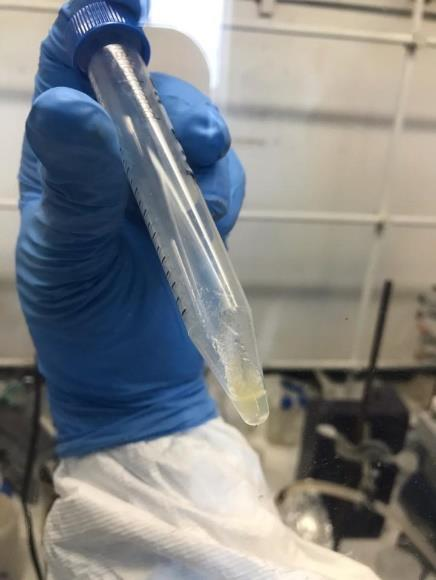
Hidròxid d'americi(III) Al(OH)3.

L'americi té configuració electrònica [Rn]5f77s2, amb una primera energia d'ionització de 5,97 eV. A temperatura ambient perd lentament la brillantor. És pirofòric (pot inflamar-se espontàniament a l'aire) quan es troba finament polvoritzat. Igual que la resta dels actinoides, és electropositiu i molt reactiu. Els seus estat d'oxidació són +2, +3, +4, +5 i +6. El més comú és el trivalent en dissolució, mentre que la tetravalència es troba sovint als seus compostos sòlids.
L'americi té quatre estats d'oxidació ben caracteritzats, de +3 a +6, en solució aquosa àcida amb les següents espècies iòniques: {\displaystyle {\ce {Am3+}}}, de color rosa; {\displaystyle {\ce {Am^4+}}}, rosa (molt inestable); {\displaystyle {\ce {AmO2+}}}, groc; i {\displaystyle {\ce {AmO2^2+}}}, bronzejat clar.
El primer compost d'americi aïllat fou l'hidròxid d'americi(III) {\displaystyle {\ce {Am(OH)3}}} i des de llavors han estat sintetitzats l'òxid d'americi(III) {\displaystyle {\ce {Am2O3}}} i l'òxid d'americi(IV) {\displaystyle {\ce {AmO2}}}; halurs {\displaystyle {\ce {AmX2 \, (X =Cl, Br, I)}}}, {\textstyle {\ce {AmX3 \, (X = F, Cl, Br, I)}}}, {\displaystyle {\ce {AmF4}}}; carbonats d'americi(III)—aigua(1/2) {\textstyle {\ce {Am2(CO3)3 \! . \! 2H2O}}}, sulfat d'americi(III) {\displaystyle {\ce {Am2(SO4)3}}}, fosfat d'americi(III) {\displaystyle {\ce {AmPO4}}}, sulfur d'americi(III) {\displaystyle {\ce {Am2S3}}}. També s'han obtingut diversos l'hidrur d'americi(II) {\textstyle {\ce {AmH2}}} i l'hidrur d'americi(III) {\displaystyle {\ce {AmH3}}}, que han resultat no ser gaire estables tèrmicament, a més de ser clarament inestables en presència d'aire i humitat. D'entre tots aquests compostos els més comuns són l'òxid d'americi(IV), el fluorur d'americi(III) i l'oxalat d'americi(III) {\displaystyle {\ce {Am2(C2O4)3}}}.
L'únic compost identificat amb l'americi actuant amb l'estat d'oxidació +6 és l'acetat d'americil i sodi {\displaystyle {\ce {NaAmO2(C2H3O2)2}}}. I amb l'americi amb nombre d'oxidació +5 s'han identificat els composts: {\displaystyle {\ce {RbAmO2CO3}}}, {\displaystyle {\ce {NH4AmO2CO3}}} i {\displaystyle {\ce {KAmO2F2}}}.

## Isòtops
Els isòtops d'americi s'estenen dins del rang de massa atòmica des de 231,046 (americi 231) a 249,078 (americi 249). S'han caracteritzat devuit radioisòtops d'americi diferents, sent els més estables l'americi 243 amb un període de semidesintegració (t1/2) de 7 370 anys i l'americi 241 amb t1/2 = 432,2 anys.
{\displaystyle {\ce {^243_95Am -> ^239_93Np + ^4_2He}}}{\displaystyle {\ce {^241_95Am -> ^237_93Np + ^4_2He}}}
Els altres isòtops radioactius tenen períodes de semidesintegració inferiors a les 51 hores, i la majoria d'aquests inferiors als 100 minuts. Aquest element també té 8 isòtops metaestables, el més estable dels quals és l'americi 242 m (t1/2 = 141 anys). Passa a l'estat estable emetent un fotó de radiació gamma:
{\displaystyle {\ce {^{242m}_95Am -> ^242_95Am + \gamma}}}

## Aplicacions

### Detectors de fum
L'americi 241 s'utilitza en detectors de fum que contenen una quantitat minúscula d'òxid d'americi(IV) com a font de radiació ionitzant. Aquest tipus de detector és més barat que l'òptic i pot detectar partícules que són massa petites per influir a la llum. L'americi 241 emet radiació alfa segons la reacció:
{\displaystyle {\ce {^241_95Am -> ^237_93Np + ^4_2He}}}

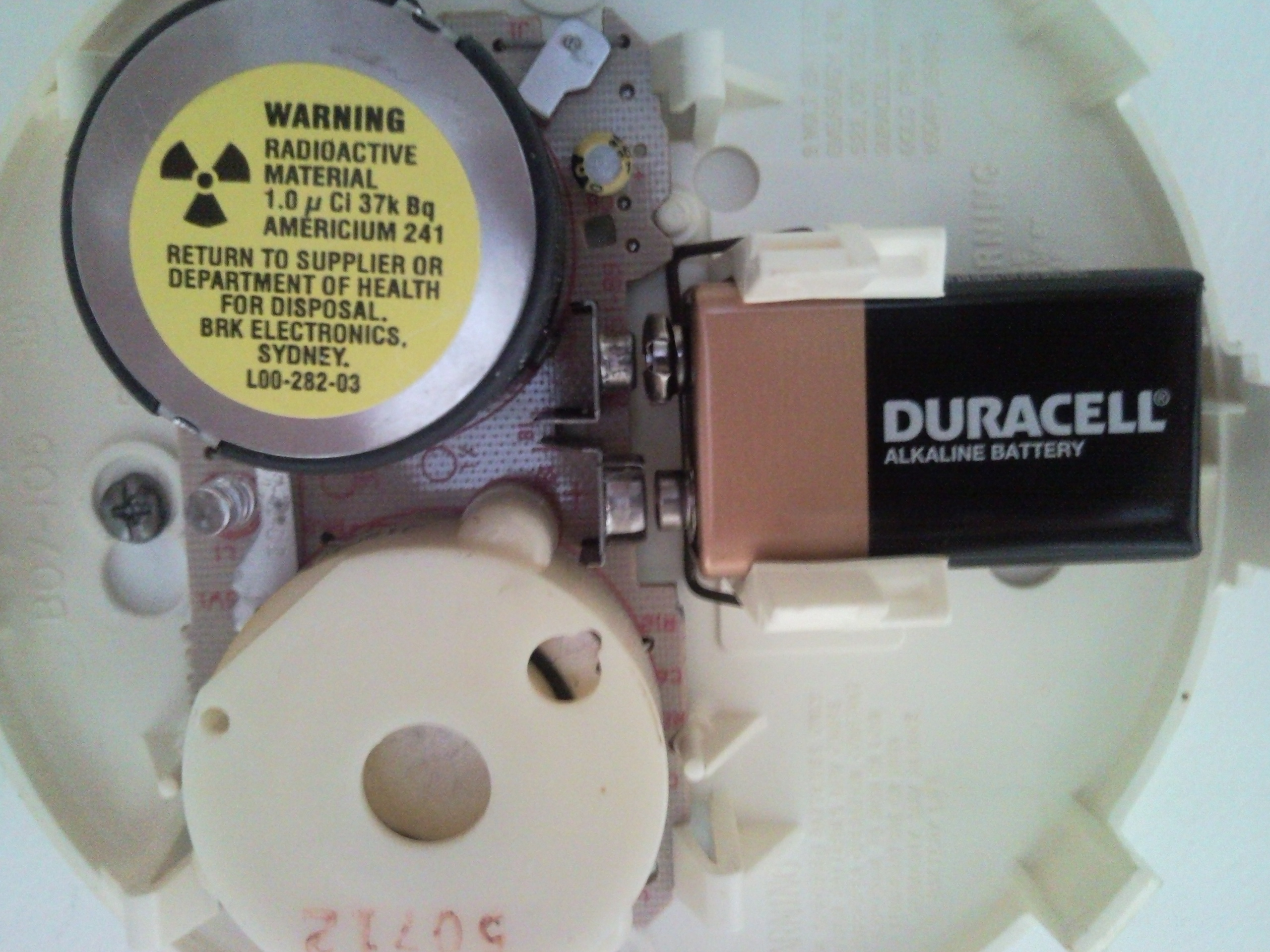
Interior d'un detector de fum amb americi 241.

La radiació passa a través d'una cambra oberta a l'aire en la qual es troben dos elèctrodes que permeten un corrent elèctric petit i constant. Si entra fum a aquesta cambra es redueix la ionització de l'aire i el corrent disminueix o, fins i tot, s'interromp, la qual cosa fa que s'activi l'alarma. L'americi-241 emet partícules α amb energies d'uns 5,4 MeV, que són aturades per un tros de paper o uns quants centímetres d'aire i no poden penetrar en l'epidermis humana. Hi ha poc perill per la radiació α tret que l'americi sigui inhalat o ingerit. Per aquest motiu, no es pot desmuntar o cremar un detector d'aquest tipus, ja que això podria alliberar americi al medi ambient. Tanmateix, l'americi 241 també emet raigs gamma, que són molt més penetrants que les partícules α.

### Radiografies
L'americi 241 emet radiació de 59,5 keV, en la zona dels raigs X, per la qual cosa es fa servir com a font de raigs X en aparells portàtils per a diferents usos. L'element també s'ha emprat per calibrar el gruix del vidre, per ajudar a crear vidre pla. L'americi 242 és un emissor de neutrons i s'utilitza en la radiografia neutrònica. No obstant això, aquest isòtop és extremadament car per a produir-lo en quantitats utilitzables.

### Generació d'electricitat
La manca de plutoni 239 per aplicacions civils i el control estatunidenc i rus de la seva producció ha fet que els científics europeus estiguin desenvolupant generadors termoelèctrics per radioisòtops de llarga durada on la font de calor sigui la desintegració de l'americi 241, que serien emprats en missions a la Lluna de l'Agència Espacial Europea (ESA) a principis dels anys 2030. L'ESA espera que la tecnologia, a finals de la dècada, li permeti operar naus espacials que no depenen de panells solars i puguin explorar la Lluna i extrems llunyans del sistema solar sense dependre d'equips de socis internacionals.

## Contaminació del medi ambient

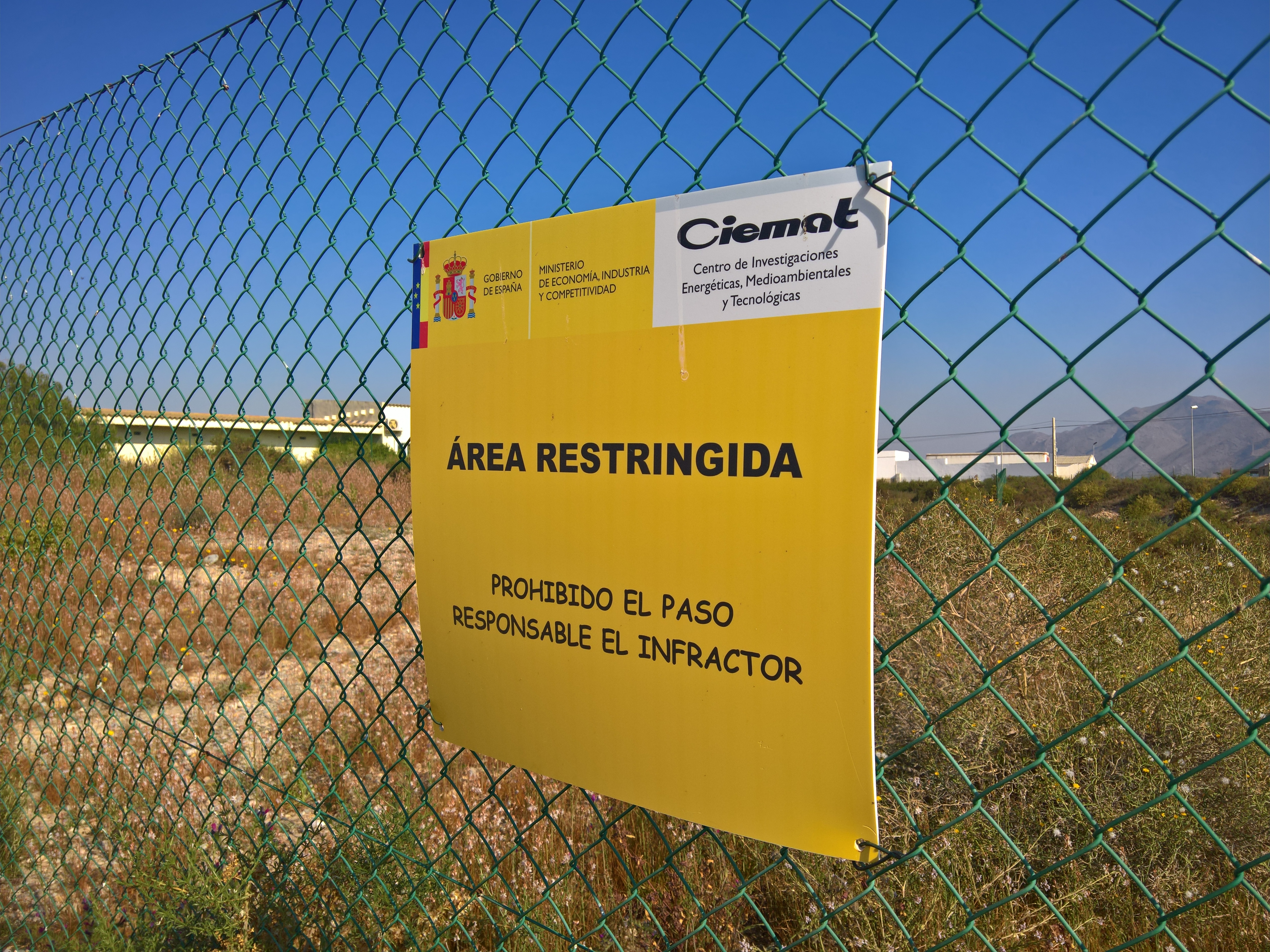
Cartell informatiu a Palomares de la zona contaminada inicialment per plutoni 241 que amb els anys s'ha transformat en americi 241, més perillós.

La contaminació existent per americi es concentra a les zones utilitzades per a les proves d'armes nuclears atmosfèriques realitzades entre 1945 i 1980, així com als llocs dels incidents nuclears, com l'accident de Txernòbil el 1986. Les bombes que contenen plutoni 241 tenen baixa activitat radioactiva, però l'americi que es genera en desintegrar-se el plutoni 241 és més perillós per la radiació alfa que emet d'alta energia. Les reaccions són:
{\displaystyle {\ce {^241_94Pu -> ^241_95Am + ^0_{-1}e}}}{\displaystyle {\ce {^241_95Am -> ^237_93Np + ^4_2He + \gamma \, (59,5 keV)}}}
L'anàlisi de les deixalles a les proves en el lloc d'explosió de la primera bomba termonuclear dels EUA a l'atol d'Enewetak constatà altes concentracions de diversos actinoides, inclòs l'americi. Els residus de vidre deixats al sòl del desert on es provaren les bombes atòmiques a Alamogordo, Nou Mèxic, Kazakhstan i el desert de Maralinga a Austràlia contenen rastres d'americi 241. També es detectaren nivells elevats d'americi al lloc de l'accident de Palomares a Almeria, després del xoc el 1966 de dos avions militars estatunidencs, un Boeing KC-135 Stratotanker, i un Boeing B-52 Stratofortress, i caigueren tres bombes termonuclears a la mar i una a terra; i la d'un bombarder estatunidenc B-52, que portava quatre bombes termonuclears, el 1968 a Thule, Groenlàndia. Altres fonts potencials d'americi 241 són dos submarins nuclears enfonsats al mar de Barentsz: Komsomolets amb un reactor i dos torpedes nuclears i Kursk amb un reactor i probablement també amb armes nuclears. També deset reactors abocats al mar de Kara són fonts potencials d'elements transurànics, inclòs l'americi 241. Els llocs on es trobaven les indústries d'armes nuclears tant als Estats Units com a Rússia han augmentat el contingut d'americi 241 al sòl i, per tant, també als aerosols en l'aire procedents de la resuspensió. Alguns exemples d'aquestes ubicacions són Hanford i Rocky Flats als Estats Units, i Txeliàbinsk i Kixtim a Rússia.